# Haliplus lineatocollis
Haliplus lineatocollis es una especie de escarabajo acuático del género Haliplus, familia Haliplidae. Fue descrita científicamente por Marshamen en 1802.
Esta especie habita en Gran Bretaña e Irlanda del Norte, Países Bajos, España, Alemania, Francia, Bélgica, Irlanda, Dinamarca, Suecia, Portugal, Luxemburgo, Austria, Italia, isla de Man, Suiza, Polonia, Grecia, Bielorrusia, Líbano, Etiopía, Rusia y Sudáfrica.